# Paraegle subochracea
Paraegle subochracea är en fjärilsart som beskrevs av Embrik Strand 1891. Paraegle subochracea ingår i släktet Paraegle och familjen nattflyn. Inga underarter finns listade i Catalogue of Life.